# Patologia
La patologia (del grec antic, lit. ‘estudi del patiment’) és la part de la medicina encarregada de l'estudi de les malalties en el seu més ampli sentit, és a dir, com a processos o estats anormals de causes conegudes o desconegudes. És una ciència que consisteix en l'examen físic i de les proves complementàries, per a diagnosticar una malaltia. La prova que més demostra l'existència d'una malaltia és l'examen d'una lesió en tots els seus nivells estructurals.
La patologia no ha de confondre's amb la nosologia, que és la descripció i sistematització de les malalties.

## Patologia anatòmica

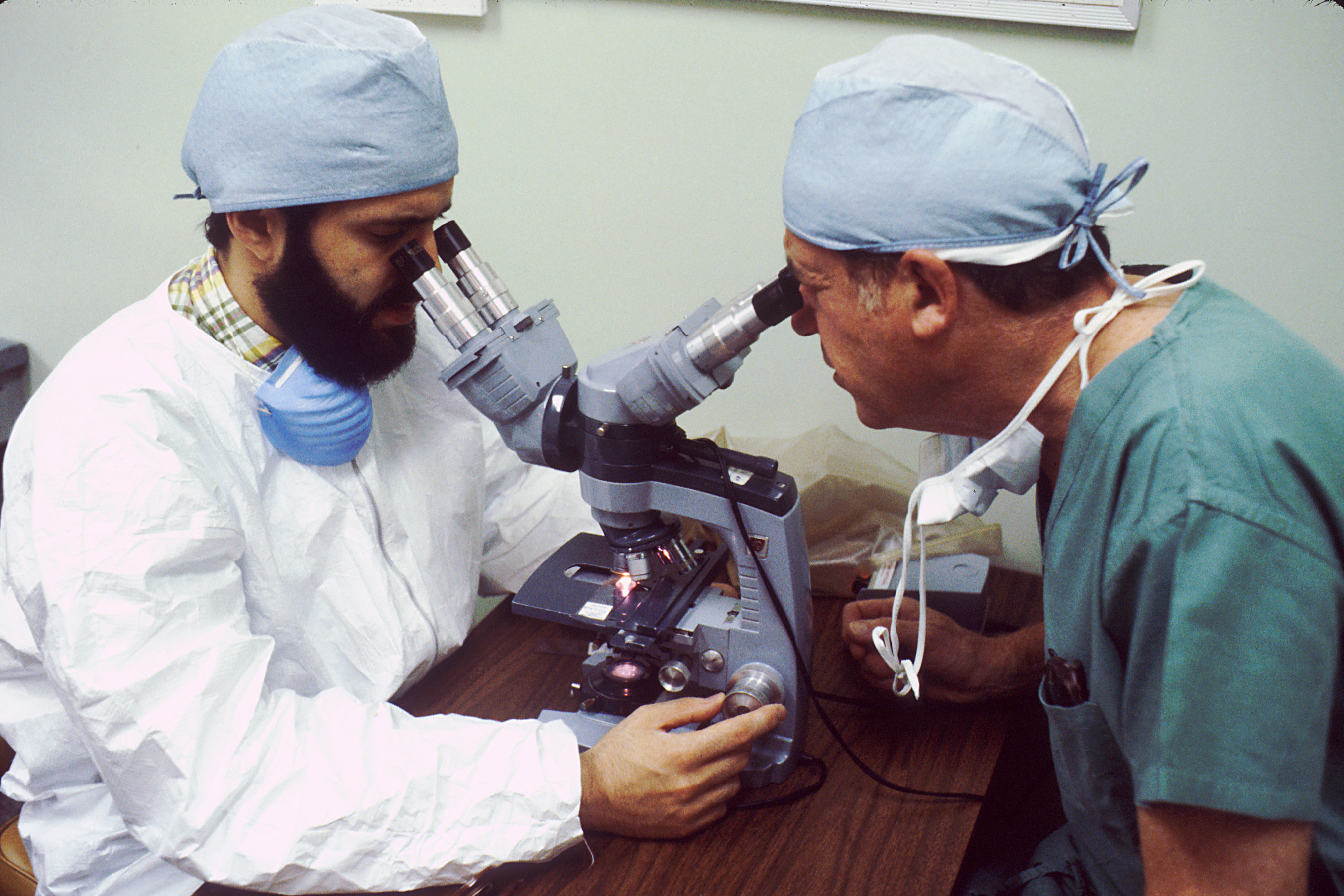
Dos anatomopatòlegs valorant una mostra

També anomenada anatomia patològica, s'ocupa del diagnòstic de la malaltia basada en l'examen macroscòpic, microscòpic, químic, immunològic i molecular dels òrgans, teixits, òrgans, i fins i tot de tot el cos (per l'autòpsia). L'anatomia patològica es divideix en subespecialitats, les principals són la patologia quirúrgica, la citopatologia i la patologia forense.

## Patologia clínica
S'ocupa del diagnòstic de la malaltia basada en les anàlisis de laboratori de líquids corporals com sang i orina, i els teixits, utilitzant les eines de la química, la microbiologia, l'hematologia i la patologia molecular.

## Patologia general
La combinació de les dues anteriors subespecialitats (el límit de les quals a vegades no és massa clar), la patologia anatòmica i la clínica, és coneguda com a Patologia general.

## Patologia molecular
És una disciplina emergent dins de la patologia que se centra en l'estudi i diagnòstic de la malaltia mitjançant l'examen de les molècules dins dels òrgans, teixits o líquids corporals. La patologia molecular comparteix alguns aspectes de la pràctica com l'anatomia patològica, la patologia clínica, la biologia molecular, la bioquímica, la proteòmica i la genètica, i es considera com una disciplina d'"encreuament". És, per tant, originàriament multidisciplinària i se centra principalment en la subcategoria aspectes microscòpics de la malaltia.
Es tracta d'una disciplina científica que abasta el desenvolupament d'enfocaments genètics i moleculars per al diagnòstic i classificació dels tumors humans, el disseny i validació de biomarcadors predictius de resposta al tractament i progressió de la malaltia, la susceptibilitat dels individus de constitució genètica diferent de desenvolupar el càncer i els factors ambientals i d'estil de vida implicats en la carcinogènesi Arxivat 2008-06-22 a Wayback Machine..